# Páramo de Frontino
El Páramo del Sol, llamado también Páramo de Frontino, Páramo de Sabanas o Páramo de Urrao es un sistema de páramo en el departamento colombiano de Antioquia, siendo su punto máximo el Alto Campanas a 4080 m s. n. m. aproximadamente.

## Aspectos generales
El páramo se encuentra a 17 km al norte de la cabecera del municipio de Urrao, entre los 6°-7° de latitud norte y los meridianos 76°-77° oeste de Greenwich, en la cordillera Occidental de los Andes colombianos, sobre las jurisdicciones de los municipios antioqueños de Urrao, Abriaquí, Caicedo y Frontino. El complejo tiene una superficie aproximada de treinta kilómetros cuadrados.
Las condiciones climáticas del páramo de Sol están dadas por su situación y altura. Está localizado en la esquina noroeste de Suramérica, relativamente cerca del golfo del Darién, lo cual permite que actúen sobre él las corrientes de aire provenientes del mar Caribe, por el norte, y del océano Pacífico, por el occidente; estas circunstancias tienen efecto directo sobre la alta nubosidad, los fuertes vientos y la abundante precipitación, de tal modo que las nieblas se extienden con densidad extraordinaria y a veces reducen la visibilidad a pocos metros. 
Con frecuencia las nieblas se producen tan rápida e inesperadamente, que en escasos instantes un paisaje de día claro y de sol queda envuelto en la típica niebla del páramo. El aire así densificado, con poco contenido de gases de carbono, queda con una capacidad reducida para absorber y disipar los rayos solares. Por ello la acción de los mismos presenta gran intensidad una vez disipada la niebla. 
La temperatura cambia bruscamente a medida que la niebla y el sol se alternan en el ambiente; el contraste de temperatura entre el día y la noche es fuerte, y durante esta última se alcanzan a formar cristales de hielo, que se funden con los primeros rayos solares. Generalmente, durante todo el año prevalecen las mismas características climáticas, aunque se presenta un período de "verano" de enero a marzo, y uno de "invierno" de octubre a diciembre.
Para llegar a él desde Medellín hay que viajar seis o más horas por una carretera de regulares condiciones de 160 km. En un lugar equidistante entre Urrao y Caicedo hay que bajarse del vehículo y proseguir en montura o a pie durante unas cuatro horas, al cabo de las cuales se llega a las primeras estribaciones del páramo.